# Österslöv
Österslöv est une localité suédoise située dans la commune de Kristianstad en Scanie.
Sa population était de 414 habitants en 2010.